# Nesticella chongqing
Nesticella chongqing (лат.) — вид пауков рода Nesticella из семейства Пауки-нестициды (Nesticidae). Китай.

## Этимология
Видовое название происходит от имени места обнаружения типовой серии (Chongqing).

## Распространение
Встречается в юго-восточной Азии: Китай, Чунцин, район Бэйбэй (Chongqing Municipality, Beibei District, Dajiang Village, Xiaofang Cave; 30.04050°N, 106.59263°E, 799 м).

## Описание
Мелкие пауки, общая длина около 3 мм. Основная окраска желтоватая. Этот вид сходен с N. odonta и N. xiongmao. От первого вида его можно отличить по более выступающему и почти круглому скапусу гениталий (Sp) и более узким копулятивным протокам (Cd); от второго вида — по менее выступающему, более широкому скапусу и большему расстоянию между копулятивными протоками (Cd). Короткий и слегка округлый скапус, а также прямые и почти параллельные копулятивные протоки (Cd) позволяют отделить N. chongqing от всех остальных видов группы Nesticella brevipes-group. Вид был впервые описан в 2016 году энтомологами из Китая (Yu-Cheng Lin, Shu-Qiang Li, Southeast Asia Biodiversity Research Institute and Institute of Zoology, Китайская академия наук, Пекин) и Италии (Francesco Ballarin, Museo di Storia Naturale of Verona, Верона).